# Domino (formație)
Domino a fost o formație românească de muzică rock, înființată în anul 1980 la București de către Sorin Chifiriuc. Domino a apărut în peisajul rock bucureștean după ce Sorin Chifiriuc și Mihai Marty Popescu au părăsit formația Iris în iarna 1979/1980 pentru a forma un nou grup. Pe lângă Sorin Chifiriuc (solist vocal, chitară, compozitor, lider) și Marty Popescu (bas), prima formulă Domino a fost completată de Mihai Radu Răducanu (baterie, percuție) și de Bogdan Stănescu (chitară), după ce prin trupă a avut o trecere fulgerătoare și chitaristul Adrian Ilie (ex-Ficus, ex-Marfar).
La Festivalul „Club A” din anul 1981, ținut la Sala Palatului, formația a primit premiul pentru concepție rock pentru piesa „Prefață”, pe versurile lui Tudor Arghezi. Piesa figurează pe LP-ul din concert Club A, editat de casa de discuri Electrecord. Ulterior și tot la Electrecord, apare un disc single cu două piese, acesta fiind singurul material discografic Domino.
Printre soliștii formației s-a numărat și Dan Bittman. Acesta este sesizat de Radu Răducanu la un concert al formației Blitz și îl cooptează în Domino. La acea vreme, din Domino mai făceau parte Anton Hașiaș (chitară bas) și Eugen Mihăescu (chitară). Această formulă nu a durat decât un an, în care s-au interpretat doar cover-uri, în diverse restaurante, în proporție de 70% numai preluări după Beatles.
În prezent, se găsesc doar câteva piese înregistrate de formație: „Prefață”, „La drum”, „Totu-i numai pentru noi” (editate pe discurile Electrecord), „În primăvară”, „Circul” (în arhiva Radio București).

## Discografie
- Club A (LP din concert), Electrecord, 1981 — conține piesa „Prefață”
- La drum/Totu-i numai pentru noi (single), Electrecord, 1982 [3][7]